# Parvicardium simile
Parvicardium simile is een tweekleppigensoort uit de familie van de Cardiidae. De wetenschappelijke naam van de soort is voor het eerst geldig gepubliceerd in 1909 door Milaschewisch.